# Dirslätt
Dirslätt (estniska: Aulepa, estlandssvenskt uttal: dihlet) är en by i Läänemaa i västra Estland, 75 km väster om huvudstaden Tallinn. Den hade tolv invånare år 2011. Den ligger i den del av Nuckö kommun som ligger på fastlandet, nordöst om halvön Nuckö. Norr om Dirslätt ligger Rickul och Gambyn, österut ligger Klottorp och söderut ligger Sutlep. Västerut ligger det uppgrundade sund som förr skilde Nuckö från fastlandet, och på dess andra sida byn Harga.
Dirslätt ligger i det område som traditionellt har varit bebott av estlandssvenskar och även det svenska namnet på byn är officiellt.